# Hamataliwa cornuta
Hamataliwa cornuta là một loài nhện trong họ Oxyopidae.
Loài này thuộc chi Hamataliwa. Hamataliwa cornuta được Tord Tamerlan Teodor Thorell miêu tả năm 1895.